# Hoa Binh
Hoa Bình è capoluogo dell'omonima provincia nella regione del Tay Bac in Vietnam. Si trova a circa 74 chilometri ad ovest di Hanoi. Nel 2019 registrava una popolazione di 101.674 abitanti.
Sorge sulle sponde del fiume Nero subito a valle della centrale idroelettrica di Hoa Binh che è la più grande del Vietnam ed anche del sud-est asiatico.

## Infrastrutture e trasporti
La città è collegata alla capitale tramite una scorrimento veloce che porta all'autostrada CT.08.